# Laurent Baumel
Pour les articles homonymes, voir Baumel.
Laurent Baumel, né le 13 août 1965 à Charleville-Mézières (Ardennes), est un homme politique français. Membre du Parti socialiste (PS), maire de Ballan-Miré de 2008 à 2014, il est élu député de la 4e circonscription d'Indre-et-Loire lors des élections législatives de 2012, mais est battu en 2017. À l'occasion des élections législatives anticipées de 2024, il est de nouveau élu député sous la bannière PS-NFP.
Il est membre de la direction du Parti socialiste depuis 2021[réf. nécessaire]. Il a été l'un des négociateurs des accords d'union de la gauche en 2022 avec la Nouvelle Union populaire écologique et sociale (Nupes) et en 2024 avec le Nouveau Front populaire (NFP).

## Parcours politique

### À l'UNEF-ID
Pendant ses études, il est l'un des dirigeants de l'UNEF-ID et des membres de son Bureau National.

### Au sein du Parti socialiste
Il adhère au Parti socialiste en 1987. Il suit Jean-Pierre Chevènement dans le Mouvement des Citoyens entre 1993 et 1994, puis revient au Parti socialiste après l'élection présidentielle de 1995. En 2003, il est nommé dans la direction du Parti Socialiste, aux côtés d'Alain Bergounioux, en tant que responsable national aux études.
Il se rapproche alors du courant Jospin et entre au cabinet de Pierre Moscovici après la victoire de la gauche aux élections législatives de 1997. Ces liens l'amènent, après le retrait de Lionel Jospin en 2002, à rejoindre l'entourage de Dominique Strauss-Kahn, dont il défend la candidature à la primaire socialiste de 2006. Il soutient Martine Aubry contre Ségolène Royal pour le poste de Premier secrétaire du Parti socialiste en 2008 et François Hollande comme candidat lors de la primaire de 2011.
En 2015, il est l'un des premiers signataires de la motion « A gauche, pour gagner »; menée par Christian Paul, dit des « frondeurs » lors du congrès du Parti socialiste. Il rejoint alors le Bureau National.
En 2018, il est l'un est parmi les premiers signataires de la motion « l’Union et l’Espoir » présentée par Emmanuel Maurel et Marie-Noëlle Lienemann, lors du Congrès d'Aubervilliers. Lors de leur départ du Parti socialiste il en devient le co-animateur avec Nora Mebarek. En 2021, il rejoint la majorité du Parti socialiste avec ce collectif[réf. nécessaire].
Il fait partie des membres du Parti socialiste soutenant le rassemblement de la gauche (la Nouvelle Union populaire écologique et sociale en 2022 puis le Nouveau Front populaire en 2024)[réf. nécessaire].

### En tant qu'élu
En parallèle de ces actions au sein du PS, Laurent Baumel poursuit un engagement politique local. Il l'a commencé dans les Ardennes, son département d'origine, en recréant à Givet une section locale socialiste. Il se présente sans succès comme tête de liste aux élections municipales de 2001 dans cette commune. Il en est conseiller municipal d'opposition entre 2001 et 2004.
Il est élu en 2008, Maire de Ballan-Miré, commune de la périphérie sud ouest de Tours.
En 2012, il gagne l'élection législative dans la quatrième circonscription d'Indre-et-Loire en battant le député sortant Hervé Novelli.
En anticipation de la loi sur le non-cumul des mandats, il ne se représente pas comme tête de liste aux municipales de 2014 à Ballan-Miré mais la liste socialiste sortante sur laquelle il figure est battue.
Le 11 juin 2017, il termine troisième du premier tour des législatives 2017, face aux candidats d'En Marche Fabienne Colboc et de l'ancien député Les Républicains Hervé Novelli.
Il mène la liste PS pour les élections sénatoriales de 2017 en Indre-et-Loire mais il est battu.
Aux élections municipales de 2020, il mène la liste de gauche à Chinon, mais est battu au second tour, au second tour avec 45,61 des suffrages.
En 2022, il est candidat aux élections législatives dans la quatrième circonscription d’Indre-et-Loire. Il perd au 2nd tour, avec 49,5% des voix, face à Fabienne Colboc députée macroniste sortante.
En 2024, dans le cadre des élections législatives anticipées il est candidat dans la quatrième circonscription d’Indre-et-Loire. Il est élu, avec 57% des voix, député face à Jean-François Bellanger candidat du Rassemblement National.

## Identité politique
Après avoir mené dans les années 1994-97, avec le sociologue Philippe Corcuff, l'éphémère club de réflexion Merleau-Ponty, Laurent Baumel se spécialise dans les questions idéologiques et sociologiques[réf. nécessaire].
En 2001, lorsque la secrétaire nationale chargée des femmes Michèle Sabban énonce le principe « tout sortant ne se représentant pas sera remplacé par une femme », il lance un appel de protestation avec trois autres jeunes cadres du PS affirmant que ce principe mettrait à l'écart des responsabilités « les trentenaires socialistes de sexe masculin ». Dans cet appel ils proposent d’imposer aux membres du Parti socialiste le non cumul des mandats afin de favoriser la féminisation de la classe politique, qui était bloqué par le cumul de beaucoup d’élus hommes.
Entre 2002 et 2011, il publie plusieurs ouvrages consacrés à la rénovation idéologique du socialisme français. Laurent Baumel s'attache notamment à préciser les idées du courant « réformiste ». Tout en critiquant le « surmoi marxiste - révolutionnaire » au sein du parti socialiste, il défend l'idée que le socialisme réformiste peut rester fidèle aux valeurs fondatrices du parti,.
En 2003, avec Laurent Bouvet, il publie un ouvrage, L'Année zéro de la gauche. Ils y développent la thèse selon laquelle le 21 avril 2002 est le fruit d’un déficit de rénovation doctrinale du socialisme français. Ils mettant l'accent sur ce qui lui semble un fossé entre la gauche et les intellectuels, ainsi que sur la nécessité pour le parti socialiste d'approfondir sa doctrine, au-delà d'une approche purement pragmatique dictée par ses ambitions locales et nationales.
En 2005, avec Olivier Ferrand, il participe à la préparation de contribution  au Congrès de Dijon puis au Congrès du Mans. Ses écrits mettent en exergue, à propos des défaites de la gauche en 2002 et 2007, le manque d'analyse sociologique de l'écart grandissant entre les exclus et les couches populaires qui sont restées intégrées. Il met en cause également une « culture techno-ministérielle » dans les instances dirigeantes du parti.
En 2006 il publie Fragment d’un discours réformiste dans lequel il propose les bases d’un discours socialiste qui serait actualisé autour d’une vision réformiste et sociale-démocrate tout en restant radicale[réf. nécessaire].
En novembre 2011, il réunit notamment avec François Kalfon des auteurs dans un essai collectif Plaidoyer pour une gauche populaire, consacré à la reconquête des couches populaires,.
En 2012, il publie la Malédiction Des Gouvernants. François Hollande Peut-il être Réélu ?. Dans cet ouvrage, il s’interroge sur les différentes conditions nécessaire pour la réussite du quinquennat de François Hollande
Ancien chevènementiste, Laurent Baumel est l'un des animateurs du collectif de la « Gauche populaire » qui rassemble des élus et des intellectuels autour de la volonté de renouer avec le vote des couches populaires et moyennes de la société, notamment des ouvriers et des employés. Il est également devenu au cours de l'année 2014 l'un des initiateurs et des animateurs du collectif « Vive la gauche ! », qui rassemble les parlementaires dits « frondeurs », les élus et les militants socialistes qui contestent la politique économique du gouvernement de Manuel Valls.
En 2015, après avoir reçu le prix du député de l’année 2014, il publie Quand le Parlement s'éveillera, dans ce livre il revient sur les raisons de la fronde parlementaire mais il exprime également des critiques sur les dérives de la « monarchie républicaine » de la Cinquième République.

## Mandat de député
À l'Assemblée nationale, Laurent Baumel siège à la commission des finances. Au premier semestre 2013, il est responsable, pour le groupe SRC, du projet de loi portant séparation et régulation des activités bancaires[source insuffisante].
En avril 2014, après la défaite de la gauche aux élections municipales, Laurent Baumel est l'un des initiateurs de la proposition de contrat de majorité signée par cent parlementaires. Dans ce texte, ces députés socialistes demandent au nouveau gouvernement une réorientation de la politique économique et sociale dans trois directions principales : pas d'allègements de cotisations patronales sans contreparties, fin de la politique européenne d'austérité et réforme fiscale redistributive. Il est reçu à Matignon par Manuel Valls à la suite de la publication de ce texte.
En mai 2022, il est investi par le Parti socialiste, pour la coalition Nouvelle Union populaire écologique et sociale, dans la quatrième circonscription d'Indre-et-Loire.
En 2024, il est élu député de la quatrième circonscription d’Indre-et-Loire après avoir été investi par le Nouveau Front populaire

### Fronde parlementaire
Le 29 avril 2014, Laurent Baumel fait partie des 41 députés socialistes qui s'abstiennent lors du vote du programme de stabilité présenté par le Gouvernement.
Au cours des débats budgétaires de juin-juillet 2014, Laurent Baumel défend dans l'hémicycle des amendements issus des propositions de l'Appel des 100 (CSG progressive, ciblage du CICE, dégel des prestations sociales) et s'abstient, avec 32 autres députés socialistes, lors du vote sur le projet de loi de finances rectificatif de la sécurité sociale pour 2014[source insuffisante].
Le 30 août 2014, Laurent Baumel, avec d'autres responsables du Parti socialiste dont Christian Paul, Marie-Noëlle Lienemann, Pouria Amirshahi, François Kalfon, Jean-Marc Germain, Fanélie Carrey-Conte et Jérôme Guedj, lance à La Rochelle l'appel de "Vive la Gauche!" afin de porter au sein du Parti socialiste les positions défendues à l'Assemblée nationale.
Le 16 septembre 2014, il fait partie des 31 députés socialistes à ne pas voter la confiance au gouvernement Valls 2. Le 27 janvier 2015, quelques jours après avoir publié un livre (Quand le Parlement s'éveillera...) qui relate la « fronde » parlementaire de l'année 2014 et qui invite à modifier les pratiques de la Ve République, Laurent Baumel reçoit le Prix de la revue le Trombinoscope du « député de l'année 2014 ».
Le 17 février 2015, il fait partie des députés « frondeurs » opposés, entre autres, à l'extension du travail dominical qui annoncent vouloir voter contre la loi Macron avant que le gouvernement n'engage sa responsabilité pour faire passer le texte (article 49 alinéa 3 de la Constitution).
Le 20 juillet 2016, il fait partie des cinquante-huit députés qui signent une tribune dans le jdd.fr pour réagir à l'utilisation de l'article 49-3 par le gouvernement pour faire passer la loi Travail.
Il fait partie des députés socialistes ayant voulu déposer une motion de censure contre le gouvernement de Manuel Valls.

### La Gauche populaire
Depuis l'automne 2012, il co-anime, avec Philippe Doucet et François Kalfon, la Gauche populaire à l'Assemblée nationale et au sein du Parti socialiste.
Leur objectif est de faire entendre dans les débats parlementaires et dans le débat public les attentes des couches populaires et moyennes de la société française. Rejoints par une trentaine de parlementaires socialistes et écologistes, ils ont publié un Manifeste de la Gauche populaire en février 2013.
En juillet et en octobre 2013, Laurent Baumel et les parlementaires de la Gauche populaire, de la Gauche durable et des deux courants de l'aile gauche du Parti socialiste, Un Monde d'Avance et Maintenant La Gauche appellent le gouvernement à mettre en œuvre une grande réforme fiscale redistributive, en rendant notamment la CSG progressive, afin de rendre du pouvoir d'achat aux Français modestes[réf. nécessaire].
Il est membre de l'équipe de campagne d'Arnaud Montebourg pour la primaire citoyenne de 2017. Après la victoire de Benoît Hamon à la primaire, il est nommé responsable thématique « Politique industrielle » de sa campagne présidentielle.
En 2018, il soutient la candidature d'Emmanuel Maurel pour le congrès d'Aubervilliers du PS. En 2021, il soutient la candidature d’Olivier Faure pour le congrès de Villeurbanne du Parti socialiste, ainsi qu'en 2023 au Congrès de Marseille[réf. nécessaire].

## Son parcours
- Adhésion au Parti socialiste en 1987.
- Président de l'Unef-id à Sciences Po Paris et membre du Bureau National 1988-1992.
- Membre du Conseil National du Mouvement des Citoyens 1993-1994.
- Secrétaire général du club Merleau-Ponty 1994-1997.
- Retour au Parti socialiste en 1995.
- Délégué national puis responsable national aux études du Parti Socialiste 1997-2008.
- Membre du Conseil national du Parti socialiste depuis 2000.
- Secrétaire national adjoint du Parti socialiste à l'International et à l'Europe 2008-2012.
- Secrétaire national chargé des relations extérieures du Parti socialiste 2021-2023.
- Conseiller politique d’Olivier Faure depuis 2023.

### Mandats électifs
- Élu municipal à Givet (Ardennes) 2001-2004.
- Maire de Ballan-Miré (Indre-et-Loire) 2008-2014.
- Député de la quatrième circonscription d'Indre-et-Loire : 2012-2017.

### Études
- Classe préparatoire Lycée Louis-le-Grand 1983-1986
- École centrale de Lyon 1986-1989
- Sciences Po Paris 1988-1992
- Reçu au concours d'adjoint de direction de la Banque de France 1992

### Parcours professionnel
- Assistant parlementaire 1992-1993.
- Chargé de mission à la Banque de France 1993-1997, 2002-2004, 2005-2012.
- Conseiller technique au cabinet de Pierre Moscovici, ministre délégué aux Affaires européennes 1997-2002.
- Directeur de cabinet du Président de la région Champagne-Ardenne 2004-2005.

## Synthèse des résultats électoraux

### Élections législatives
| Année | Parti | Parti      | Circonscription        | 1er tour | 1er tour | 1er tour | 2d tour | 2d tour | 2d tour | Issue   |
| Année | Parti | Parti      | Circonscription        | Voix     | %        | Rang     | Voix    | %       | Rang    | Issue   |
| ----- | ----- | ---------- | ---------------------- | -------- | -------- | -------- | ------- | ------- | ------- | ------- |
| 2012  |       | PS         | 4e de l’Indre-et-Loire | 20 673   | 39,75    | 1re      | 27 657  | 53,39   | 1re     | Élu     |
| 2017  |       | PS         | 4e de l’Indre-et-Loire | 7 404    | 16,30    | 3e       |         |         |         | Éliminé |
| 2022  |       | PS (NUPES) | 4e de l’Indre-et-Loire | 13 461   | 29,55    | 2e       | 20 752  | 49,48   | 2e      | Battu   |
| 2024  |       | PS (NFP)   | 4e de l’Indre-et-Loire | 18 374   | 29,73    | 2e       | 33 180  | 57,41   | 1re     | Élu     |

## Publications
- Avec Henri Weber, Une Nouvelle Alliance, avril 2002note de la Fondation Jean-Jaurès
- Avec Laurent Bouvet, L'année zéro de la gauche, Éditions Michalon, mai 2003
- Fragment d'un discours réformiste, Éditions de l'Aube, mai 2006
- Rénover le parti socialiste, un défi impossible ?, Encyclopédie du socialisme, novembre 2007
- Avec Jean-Christophe Cambadélis, Les socialistes et les temps nouveaux, février 2009note de la Fondation Jean-Jaurès
- Avec François Kalfon, L'équation gagnante, Éditions le Bord de l'Eau, mai 2011
- Plaidoyer pour une gauche populaire, Éditions le Bord de l'Eau, novembre 2011Essai collectif.
- La Malédiction des gouvernants. François Hollande peut-il être réélu ?, Éditions le Bord de l'Eau, mai 2013.
- Quand le Parlement s'éveillera..., Éditions le Bord de l'Eau, janvier 2015.